# Senat Dehnkamp
Der Senat Dehnkamp amtierte vom 20. Juli 1965 bis 28. November 1967 als Bremer Landesregierung.
| Amt                                                   | Name                                          | Partei | Partei |
| ----------------------------------------------------- | --------------------------------------------- | ------ | ------ |
| Bremer Bürgermeister und Präsident des Senats         | Willy Dehnkamp                                |        | SPD    |
| Stellvertretender Präsident des Senats, Bürgermeister | Hans Koschnick                                |        | SPD    |
| Inneres                                               | Hans Koschnick                                |        | SPD    |
| Justiz, Verfassung und kirchliche Angelegenheiten     | Ulrich Graf                                   |        | FDP    |
| Finanzen                                              | Johann Diedrich Noltenius bis 19. Januar 1966 |        | FDP    |
| Finanzen                                              | Rolf Speckmann                                |        | FDP    |
| Bau                                                   | Wilhelm Blase                                 |        | SPD    |
| Häfen, Schifffahrt und Verkehr                        | Georg Borttscheller                           |        | FDP    |
| Wirtschaft und Außenhandel                            | Karl Eggers                                   |        | SPD    |
| Arbeit und Gesundheit                                 | Karl Weßling                                  |        | SPD    |
| Bildung                                               | Moritz Thape                                  |        | SPD    |
| Wohlfahrt und Jugend                                  | Annemarie Mevissen                            |        | SPD    |